# Norddalsfjorden (Flora)
Norddalsfjorden er en fjord i Flora i Vestland fylke i Norge. Fjorden er en fortsættelse af Botnafjorden nordøst for Florø og strækker sig 17 kilometer mod øst. Fjorden har indløb ved Store og Litle Terøya på nordsiden av Grønenga.
Gårdene og Bjørnset ligger på hver sin side af fjorden lige øst for indløbet, men herfra og østover er der kun små, isolerede gårde langs fjordbredderne. Mellem Grovaskjeret og Straumsnesodden krydser rigsvej 614 fjorden via Norddalsfjordbroen, som har en længde på 401 meter. Denne erstattede færgen mellem Bjørnset og Haukå i 1987. 
Øst for broen ligger Norddalsøya og øst for denne ligger bygden Norddalsfjord eller Norddal på nordsiden af fjorden. Fjorden fortsætter mod øst til gården Øya. Fra Norddalsfjordsbroen og østover går fylkesvej 544 på nordsiden aj fjorden.